# Actaeus armatus
Actaeus armatus (лат.) — вымерший вид членистоногих из класса Megacheira, обитавших в кембрийском периоде. Единственный вид в составе рода Actaeus. Может являться плохо сохранившейся особью Alalcomenaeus.

## Этимология
Родовое название дано в честь первого царя Аттики. Видовой эпитет armatus образован от др.-греч. armos — соединение, и лат. atus — обеспеченный. Название отсылает на выдающиеся передние придатки животного.

## Описание
Единственный образец животного найден в среднекембрийских (~505 млн лет) сланцев Бёрджесс в Британской Колумбии, Канада. Образец длиной более 6 см, его туловище состоит из головного щита, 11 тергитов и термальной пластинки.

## Палеоэкология
Подобно лучше изученным Leanchoilia и Alalcomenaeus Actaeus, вероятно, плавал в толще воды, используя для передвижения боковые плавники и широкий хвост. Наружные ветви конечностей также несли функцию жабр. Длинные нити больших придатков, вероятно, обладали высокой чувствительностью, что вместе с большими глазами на стебельках свидетельствует об активном хищническом образе жизни. Скорее всего Actaeus охотился на животных, обитавших в осадочном слое или на его поверхности.